# Waiting for the End to Come
Waiting for the End to Come – jedenasty album studyjny kanadyjskiego zespołu deathmetalowego Kataklysm. Wydawnictwo ukazało się 25 października 2013 roku nakładem wytwórni muzycznej Nuclear Blast. W ramach promocji do pochodzącego z płyty utworu „Elevate” został zrealizowany teledysk, który wyreżyserował Ivan Colic.
Nagrania zostały zarejestrowane w JFD Studio w Sainte-Marthe-sur-le-Lac w Quebecu i Pirate Studio. Miksowanie odbyło się w Planet Z Studios w Hadley w stanie Massachusetts.
Nagrania dotarły do 20. miejsca listy Billboard Heatseekers Albums w Stanach Zjednoczonych sprzedając się w nakładzie niespełna 3 tys. egzemplarzy w przeciągu czterech tygodni od dnia premiery.

## Lista utworów
Opracowano na podstawie materiału źródłowego.
1. „Fire” - 05:27
2. „If I Was God... I'd Burn It All” - 04:38
3. „Like Animals” - 03:27
4. „Kill the Elite” - 04:17
5. „Under Lawless Skies” - 03:29
6. „Dead & Buried” - 03:12
7. „The Darkest Days of Slumber” - 03:52
8. „Real Blood, Real Scars” - 04:32
9. „The Promise” - 04:28
10. „Empire of Dirt” - 03:46
11. „Elevate” - 03:56

## Twórcy
Opracowano na podstawie materiału źródłowego.
| - Maurizio Iacono - śpiew, okładka - Jean-François Dagenais - gitara, inżynieria dźwięku - Stéphane Barbe - gitara basowa - Olivier „Oli” Beaudoin - perkusja - Peter Sallai - okładka |  | - Mircea Gabriel Eftemie - oprawa graficzna - Ryan J. Downey - management - Zeuss - miksowanie, mastering - Cecilia Gardenas - zdjęcia |